# Lesbisk Nu
Lesbisk Nu var en förening för homosexuella kvinnor som var verksam  1988–2001 i Stockholm.
Föreningen tillkom som en reaktion mot att RFSL i Stockholm upphört med att ha kvinnokvällar efter att 1988 ha flyttat till nya lokaler på Sveavägen. Ett möte hölls på Kvinnobokhandeln Medusa den 19 juni samma år, på vilket man beslutade att bilda en självständig förening, med syfte att "främja lesbisk kultur och livsglädje". 
Föreningen, som fick namnet Lesbisk Nu, startade samma år sin verksamhet i en lokal på Kammakargatan, men tvingades lämna denna redan efter tre månader. År 1989 flyttade föreningen in i en lokal på Götgatan, där han höll möten, föredrag och kaféer, medan fester hölls på Världshuset på Barnängsgatan. År 1991 öppnades kaféet "Andra Bullar" på Skolgränd 2, där föreningen höll vernissager och dansarrangemang, men fester hölls även på Kolingsborg. År 1992 fick föreningen en ny lokal på Kocksgatan 28, där föreningen var verksam till våren 2001, då den tvingades upphöra. 
Under senare år anordnade Lesbisk Nu bar- och kafékvällar samt upprätthöll en informationsgrupp och jourgruppen "Lesbiska luren". Föreningen som, som mest hade 1 200 medlemmar, utgav även tidningen Female (tidigare Pinglan).